# Abdurehim Ötkür
 (août 2022).
Si vous disposez d'ouvrages ou d'articles de référence ou si vous connaissez des sites web de qualité traitant du thème abordé ici, merci de compléter l'article en donnant les références utiles à sa vérifiabilité et en les liant à la section « Notes et références ».
Abdurehim Ötkür est un écrivain et poète ouïghour né à Kumul (Turkestan Oriental, Chine) en 1923 et mort à Urumchi (Xinjiang) en octobre 1995.

## Biographie
Né à Kumul (ou Qumul), une ville dans l'est de la Région Ouïghoure, alors Turkestan Oriental, il est le fils d'une famille commerçante. À l'âge de quatre ans, il a perdu son père qui l'a confié à Osman Haji, un des grands commerçants de la ville. Comme Osman Haji n'a pas eu d'enfant, il a adopté petit Abdurehim comme son propre fils et il l'envoie à l'école privée. 
En 1936, Abdurehim est envoyé à Urumchi pour faire ses études dans le collège no 1. Trois ans plus tard, il rentre à l'École Normale Supérieure du Xinjiang. Pendant ses études universitaires, il rencontre de nombreux étudiants et professeurs communistes. En 1942, il est diplômé en Pédagogie et s'est formé aussi avec les idées communistes de l'époque. Il commence à publier des poèmes patriotiques. 
En 1944, il est arrêté avec les autres intellectuels de son époque par le gouverneur Sheng Shicai de la Région. Après sa sortie de prison, il travaille dans les revues et continue à écrire. Pendant la Révolution Culturelle, bien qu'il ait continué d'écrire, il n'a pas pu publier ses ouvrages qui ont vu le jour seulement après 1980. 

## Notoriété
Abdurehim Ötkür est un des grands écrivains et poètes ouïghours du XXe siècle. Le roman d'Abdurehim Ötkür, La Trace, traite dans un style documentaire d'un épisode considéré comme une des révoltes les plus sensationnelles de l'histoire ouïgoure et qui se termina tragiquement, fournissant matière à de nombreux récits héroïques. La deuxième révolution de Kumul (1931), dirigée par Khodja Niyaz Khadji, fournit à Abdurehim Ötkür le thème d'un deuxième roman historique, Les terres qui s'éveillent. Dans ce roman, qui fait suite à La Trace, il raconte la révolte qui se déroule dix-huit ans plus tard dans les mêmes lieux. Il y est traité de la fondation en 1933 de la République du Turkestan Oriental et de son effondrement. 
L'écrivain était déjà fort admiré grâce à son poème intitulé lui aussi La Trace et publié dans les années cinquante. Dans les années qui suivirent, Abdurehim Ötkür publia les deux tomes de Les terres qui s'éveillent, comme une suite de La Trace, respectivement en 1988 et 1994. Il y traite chronologiquement des grands faits de l'histoire récente du Turkestan Oriental, mais il annonce, dans un additif au deuxième volume, qu'il a renoncé à écrire le troisième et dernier tome et s'en excuse auprès de ses lecteurs. Outre un regret unanime, car ces romans étaient très prisés, ce renoncement a provoqué une interrogation : l'auteur aurait-il été empêché de poursuivre son œuvre par le gouvernement inquiet des conséquences d'une prise de conscience historique ? Ce roman possède aussi une dimension didactique. Les deux tomes de Les terres qui s'éveillent racontent la révolte de Khodja Niyaz Khadji, la transformation de cette révolte contre l'oppression chinoise en une lutte de libération nationale de l'ensemble du Turkestan Oriental, et finalement, la proclamation de la République islamique du Turkestan Oriental, à Kashgar en 1933. L'auteur montre comment les Ouïghours, dont l'héroisme est extraordinaire au combat, ne savent pas lutter sur le terrain politique contre les intrigues russes et chinoises.

### Romans et recueils des poèmes
- La Trace, 1985
- Les terres qui s'éveillent, 1988 (réimpr. 1994)
- Nuit de Kashgar, 1982
- Trajectoires de la vie, 1985